# ليم فونغ كي
ليم فونغ كي (24 مارس 1950 - ) هو لاعب كرة قدم ماليزي في مركز حراسة المرمى، شارك في الألعاب الأولمبية الصيفية 1972.

## وصلات خارجية
- ليم فونغ كي على موقع الاتحاد الدولي (مؤرشف)  (الإنجليزية)
- ليم فونغ كي على موقع أوليمبيديا (الإنجليزية)